# Свети Димитър (Тушин)
Вижте пояснителната страница за други значения на Свети Димитър.
„Свети Димитър“ (на гръцки: Ναός Αγίου Δημητρίου) е възрожденска православна църква в мъгленското село Тушин (Аетохори), Гърция, част от Воденската, Пелска и Мъгленска епархия на Вселенската патриаршия.

## Описание
Църквата е гробищен храм, изграден в югозападния край на селото в 1842 година, както се разбира от каменния надпис. Представлява трикорабна базилика с женска църква и със затворен трем. Църквата има два входа. На южната страна има ниска врата. Покривът е двускатен, покрит с плочи. Камбанарията е четириетажна самостоятелна постройка в северната част на църковния двор.
Женската църква има дървени парапет и решетка. Таванът също е дървен, а иконостасът е с резбовани царски двери и разпятие.
Вътрешността е изписана в 1866 година от зографите от Крушево Анастас Зограф и синовете му Вангел, Никола и Константин. Зографският надписът гласи:
| „ | Αυτή η εκκλησία του Αγίου Δημητρίου ειστορήθη εις τον καιρόν του ιερατέβωντος πανιερώτατος μητροπολίτης κυρίω κυρίω Προκοπίου Μογλενών [следват имената на свещеници и първенци] δια χειρός Αναστασίου με τα παιδιά μου Βαγγελή Νικολάου, Κωνσταντίνη εκ χωρίου Κρούσεβα 1866. | “ |

| „ | Тази църква на Свети Димитрий се изписа по времето владичеството на митрополит господин господин Прокопий (следват имената на свещеници и първенци) от ръцете на Анастасий с децата ми Вангел, Никола, Константин от село Крушево 1866. | “ |

Стенописите са в две зони – в горната е цикълът на Христовите Страсти, а в долната са изображенията на серия светци. В апсидата е Света Богородица Ширшая небес. Има сюжети от Стария завет, като например създаването на Адам и Ева, живота им в рая, грехопадението, изгонването и от Новия Завет, като Рождество, Възкресение и т.н.

## Галерия
- Стенописите на южната стена
- Стенописите на северната стена
- Стенописите на южната страна на тавана
- Стенописите на северната страна на тавана
- Стенописите от женската църква
- Стенописите на входа
- Иконостасът